# Pininfarina Battista
Pininfarina Battista – elektryczny hipersamochód produkowany przez niemieckie przedsiębiorstwo Automobili Pininfarina od 2020 roku.

## Historia i opis modelu

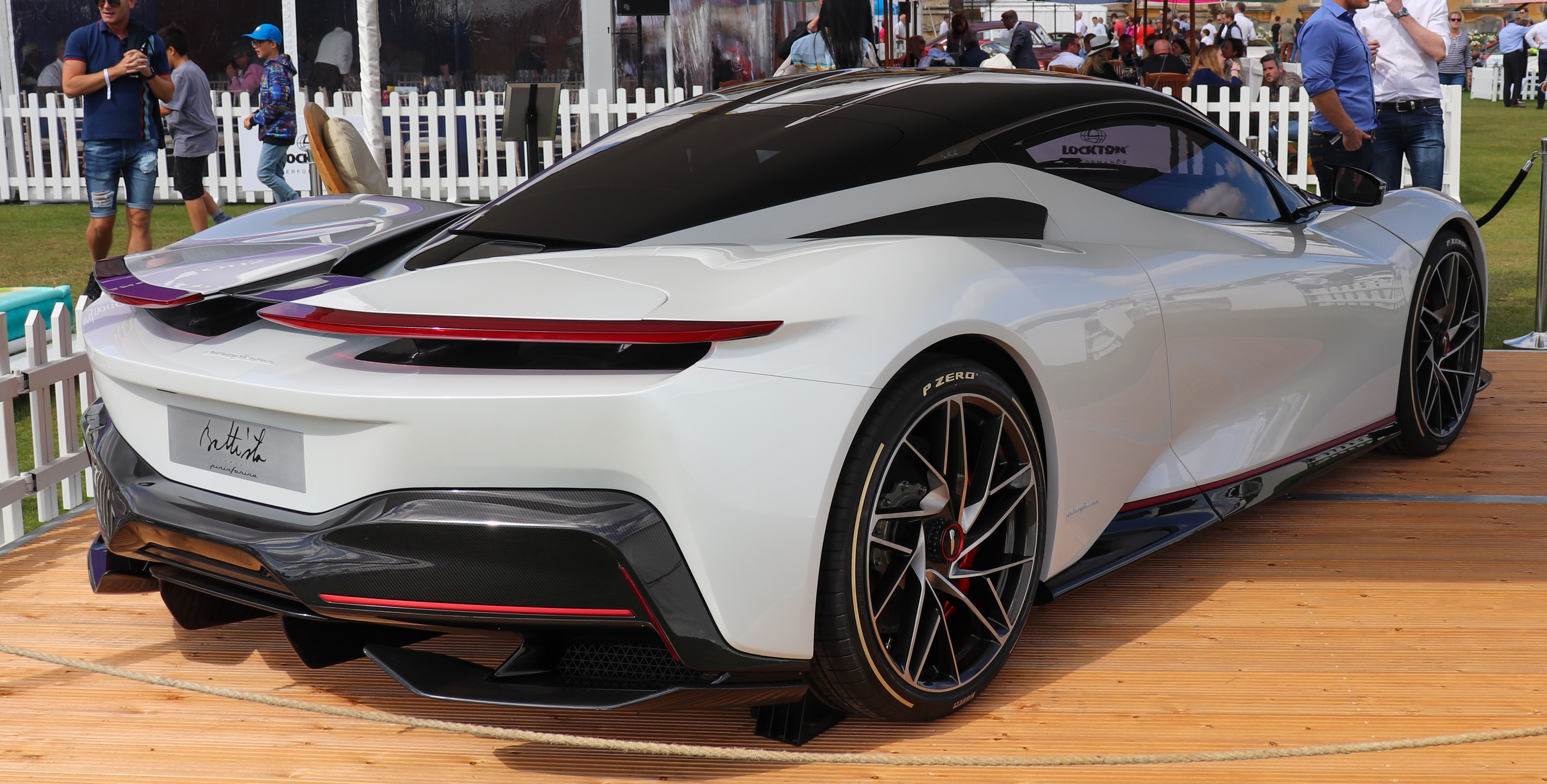
Pininfarina Battista - tył

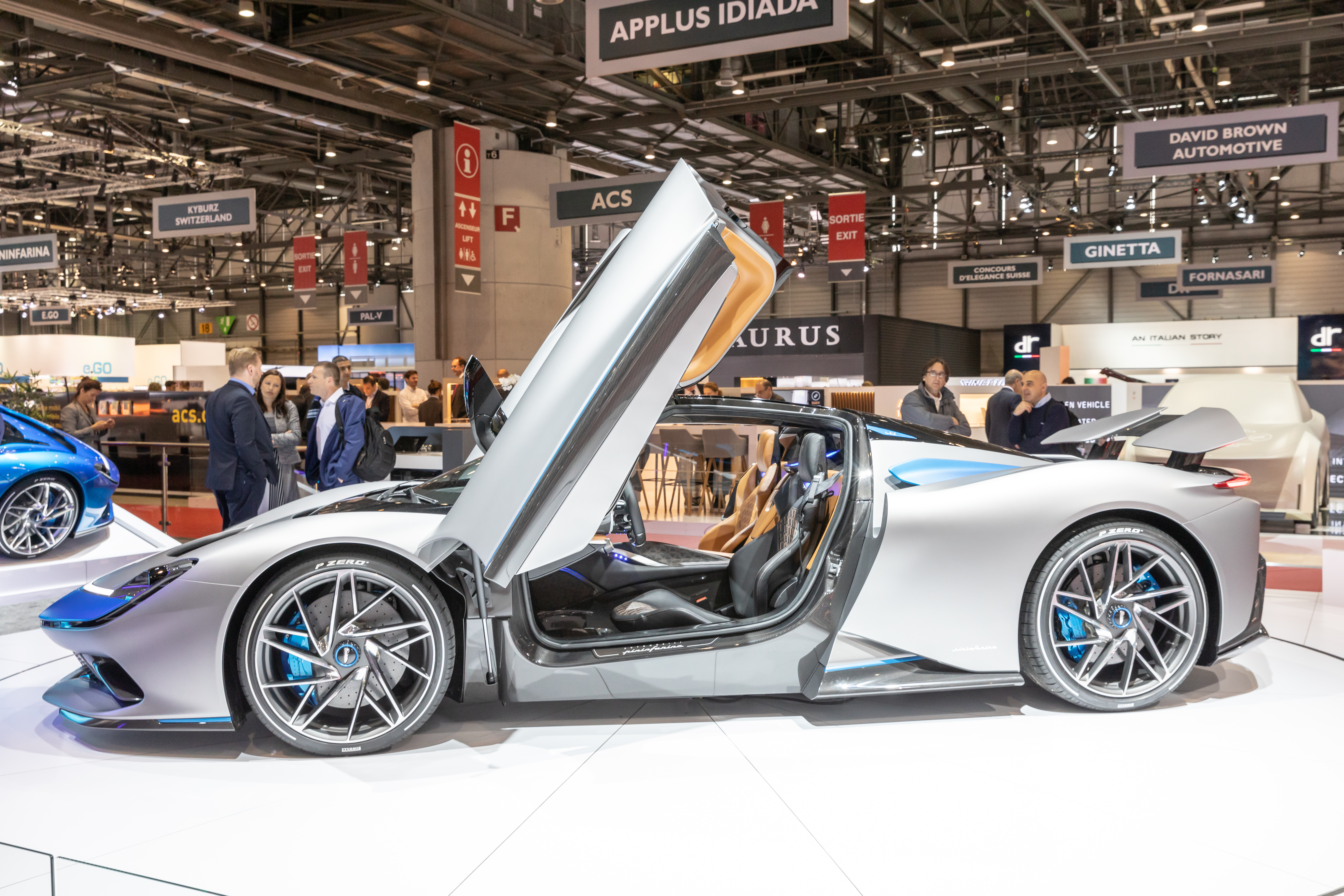
Pininfarina Battista - sylwetka

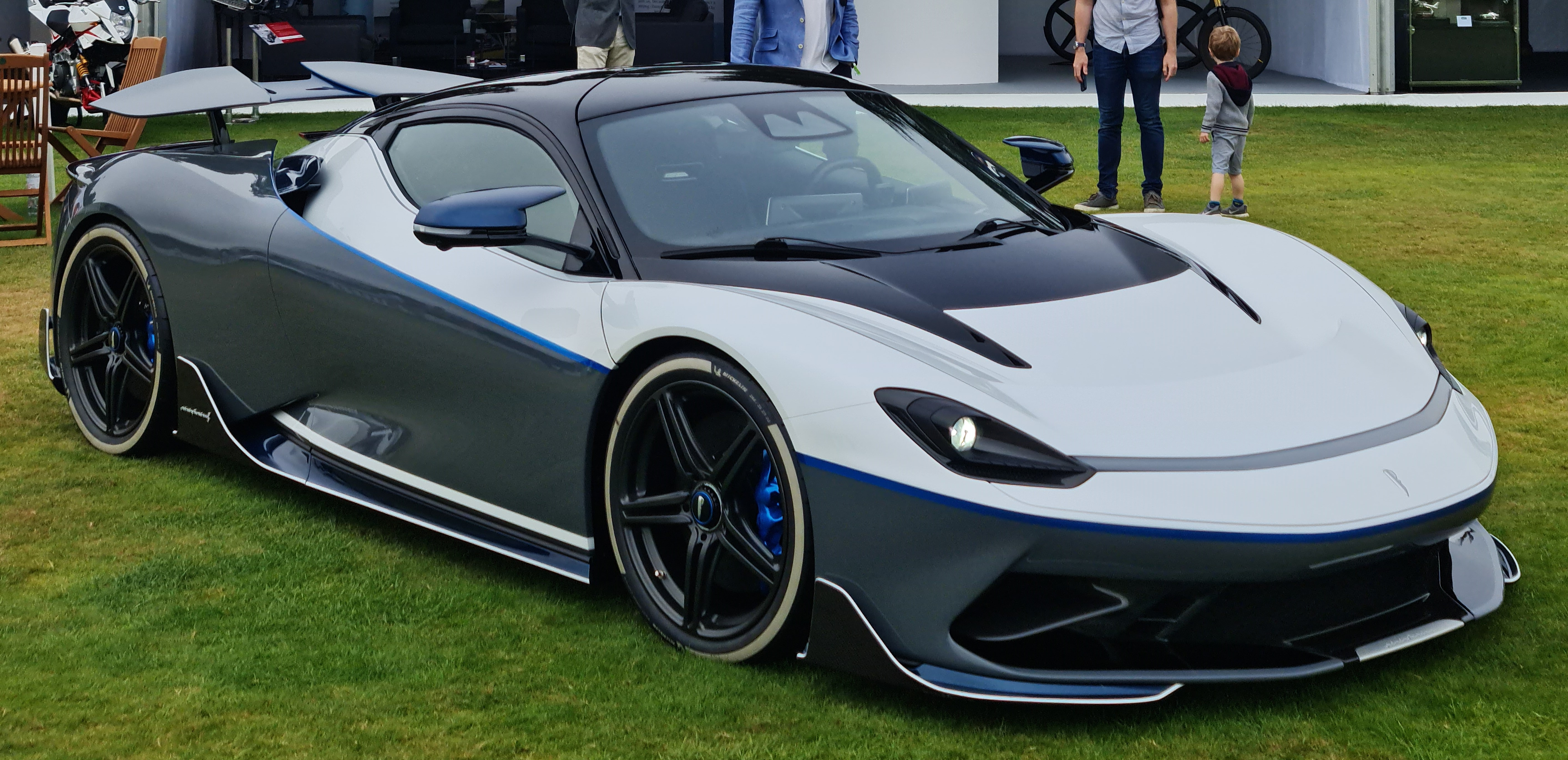
Pininfarina Battista Anniversario

Podczas salonu samochodowego Geneva Motor Show w marcu 2019 roku nowo powstałe przed rokiem przedsiębiorstwo Automobili Pininfarina przedstawiło swój pierwszy pojazd w postaci supersamochodu o w pełni elektrycznym napędzie. Nazwany Pininfarina Battista, jest przez to hołdem dla założyciela studia projektowego Pininfarina, żyjącego w latach 1893–1966 Battisty Pininfariny. 
Zespół stylistów Pininfariny, któremu dowodził Luca Borgogno, odpowiedzialny był również za projekt nadwozia pojazdu, wyróżniając się smukłą sylwetką łączącą kontrastowe barwy nadwozia z malowanym na czarno dachem oraz licznymi przetłoczeniami płynnie połączonymi z wlotami powietrza. Pas przedni przyozdobiła charakterystyczna, świetlista listwa z diod LED. Kabina pasażerska Battisty zyskała luksusowy i zarazem cyfrowy charakter, wyróżniając się dwoma ekranami dotykowymi okalającymi kierowcę, a także kołem kierowniczym w formie zaokrąglonego, wyprofilowanego sześciokąta.
Początkowo samochód zadebiutował w formie 2-drzwiowego coupe, jednak w sierpniu 2024 roku gama nadwoziowa została poszerzona dodatkowo o otwartą targę pozbawioną stałego dachu.

### Battista Anniversario
Rok po debiucie klasycznej Battisty, w marcu 2020 roku przedstawiona została specjalna odmiana o nazwie Battista Anniversario. Zyskała ona specjalne malowanie, dwubarwne nadwozia łączące biel z błękitem. Ponadto, pojazd wyposażono także w dodatkowe ospojlerowanie, a także dedykowany wzór 21-calowych alufelg o obniżonej o 10 kilogramów masie. Wielkość produkcji została ograniczona do 5 sztuk.

### Sprzedaż
Pomimo niemieckiego charakteru przedsiębiorstwa Automobili Pininfarina, sam model Pininfarina Battista jest produkowany we włoskich zakładach produkcyjnych bratniej Pininfariny w mieście Cambiano pod Turynem. Łączna wielkość produkcji została ściśle limitowana i wyznaczona na 150 sztuk, z czego cena za każdy z egzemplarzy wynosi 2,6 miliona euro. Dostawy pierwszych sztuk do nabywców rozpoczęły się w 2020 roku.

### Dane techniczne
Pininfarina Battista to samochód w pełni elektryczny, który swoimi parametrami technicznymi w momencie debiutu został określony najszybszym produkcyjnym samochodem w historii włoskiej motoryzacji oraz najszybszym samochodem elektrycznym na rynku. Podczas prac nad pojazdem zaangażowano inżynierów z bogatym doświadczeniem w pracach nad supersamochodami, działającymi wcześniej dla m.in. Bugatti, McLarena czy Porsche. Pod kątem technicznym samochód zapożyczył podzespoły od chorwackiej firmy Rimac. W ten sposób, układ napędowy Battisty tworzą cztery silniki elektryczne umieszczone przy każdym z kół, które rozwijają łączną moc 1900 KM i 2300 Nm maksymalnego momentu obrotowego. Pozwala to rozpędzić się do 100 km/h w mniej niż 2 sekundy, a maksymalnie osiągnąć 350 km/h. Bateria o pojemności 120 kWh pozwala osiągnąć na jednym ładowaniu zasięg do ok. 500 kilometrów.